# Uniformni polieder
Uniformni polieder je polieder, ki ima za stranske ploskve pravilne mnogokotnike, ki so prehodni na svojih ogliščih (to pomeni, da obstaja togi premik (izometrija) za preslikavo poljubnega oglišča v drugega). To pomeni tudi, da so vsa oglišča skladna. Poliedri imajo visoko stopnjo zrcalne in rotacijske simetrije. 
Uniformni poliedri so lahko:
- pravilni, če so stranske ploskve in robovi prehodni
- kvazipravilni, če so robovi prehodni, niso pa prehodne stranske ploskve
- polpravilni pa so, če robovi niso prehodni, niti stranske ploskve niso prehodne.

Poznamo konveksne:
- 5 platonskih teles, ki so pravilni poliedri
- 13 arhimedskih teles od kateri sta 2 kvazipravilna in 11 polpravilnih

in zvezdne poliedre od katerih so:
- 4 Kepler-Poinsotov polieder, ki so pravilni nekonveksni poliedri
- 53 uniformni zvezdni polieder od katerih je 5 kvazipravilnih in 48 polpravilnih
- 1 zvezdni polieder, ki ga je našel ameriški gradbenik in arhitekt John Skilling (1921–1998).

Znanih je tudi neskončno število uniformnih prizmatičnih in antiprizmatičnih oblik med katerimi so konveksne in zvezdne oblike.
Dualni poliedri uniformnih poliedrov imajo prehodne stranske ploskve ali lahko rečemo tudi, da so izoedrski. Imajo tudi pravilne slike oglišč ter jih tako razvrstimo skupaj z dualnimi uniformnimi poliedri. Dualno telo pravilnega poliedra je tudi pravilen. Dualna telesa arhimedskih teles pa pravimo, da so Catalanova telesa.

## Razvoj
Platonska telesa so poznali že v Antični Grčiji. Proučevali so jih že Platon (427 pr. n. št–437 pr. n. št., Teetet (417 pr. n. št.–369 pr. n. št.) in Evklid (okoli 365 pr. n. št.–275 pr. n. št.). 
- Johannes Kepler (1571–1630) je bil prvi, ki je objavil popoln seznam arhimedskih teles kmalu za tem, ko je bilo prvotno delo Arhimeda izgubljeno.

Pravilni zvezdni poliedri:
- Kepler je odkril še dva pravilna Kepler-Poinsotova poliedra.

Pozneje (v letu 1809) je Louis Poinsot (1777–1859) odkril še dva.
Ostalih 53 nepravilnih zvezdnih poliedrov
- Od ostalih 53 jih je v letu 1881 Albert Badoureau odkril še 36, Edmund Hess (1843–1903) je odkril še dva in Pitch (1930–1932) jih je neodvisno  v letu 1881 odkril še 18, vendar odkritja ni objavil, od teh jih je bilo 15 že prej odkritih.
- Geometer H.S.M. Coxeter (1907–2003)  je odkril še preostalih dvanajst v sodelovanju z J. C. P. Millerjem (1930–1932), kar pa ni bilo objavljeno. M. S. in H. C. Lonquet-Higgins sta  jih neodvisno odkrila še 11.
- Coxeter, Lonquet-Higgins in Miller so v letu 1954 objavili seznam uniformnih poliedrov
- Sopov je dokazal. Da je njihov seznam popoln.
- Leta 1970 je v knjigi Polyhedron models (Modeli poliedrov), ki prikazuje vseh 75 neprizmatičnih uniformnih poliedrov, od katerih jih mnogo prej še ni bilo objavljenih. Imena pa jim je dal Norman Johnson (rojen 1930).
- Skilling (1921–1998) [1] je v letu 1975 preveril to trditev in pokazal, da takrat, ko se sprosti definicijo toliko, da se omogoči tudi hkratnost robov in se s tem dobi še eno možnost za telo.
- V letu 1993 je Zvi Har'El pripravil popolno kalejdoskopsko konstrukcijo za uniformne poliedre in njihove duale s pomočjo računalniškega programa, ki se je imenoval Kaleido. Vse je združil v dokumentu Uniform Solution  for Uniform Polyhedra, kjer je  oštevilčil oblike s številkami od 1 do 80.
- Prav tako je v letu 1993 R. Mäder prenesel to Kaleido rešitev v program Mathematica z drugačnim načinom številčenja.
- V letu 2002 je Peter W. Messer odkril najmanjšo množico zaprtih oblik izrazov, ki določajo glavne in metrične količine za vsak uniformni polieder, dane s samo Wythoffovim simbolom [2].

## Uniformni zvezdni poliedri
57 neprizmatičnih nekonveksnih oblik se dobi s pomočjo Wythoffove konstrukcije in s pomočjo Schwarzevih trikotnikov

## Konveksne oblike po Wythoffovi konstrukciji
Konveksne uniformne poliedre lahko imenujemo po operacijah Wythoffove konstrukcije.
Podrobnejši načini Wythoffove konstrukcije so podani spodaj za vsako simetrijsko grupo posebej. 
Z Wythoffovo konstrukcijo se dobijo ponovitve, ki nastanejo zaradi oblike z najnižjo simetrijo. Kocka in kvadratna prizma sta pravilna poliedra. Oktaeder in tristrana antiprizma sta tudi pravilna poliedra. Oktaeder je rektificirani tetraeder. Mnogi poliedri so ponovitve začetnih različnih konstrukcij in se jih različno obarva. 
Wythoffova konstrukcija se lahko uporabi za uniformne poliedre in uniformno tlakovanje na sferi. Zaradi tega so prikazane slike obeh možnosti. Sferno tlakovanje vključuje hozoedre in diedre, ki pa so degenerirani poliedri. 
Te simetrijske grupe nastajajo iz zrcalnih točkovnih grup v treh razsežnostih. Vsako lahko prikažemo z osnovnim trikotnikom (p q r), kjer je p>1, q>1, r>1 in 1/p+1/q+1/r<1.
- tetraedrska simetrija (3 3 2) red 24
- oktaedrska simetrija (4 3 2) red 48
- ikozaedrska simetrija (5 3 2) red 120
- diedrska simetrija (n 2 2) za vse n = 3,4,5.... red 4n

Ostale nezrcalne oblike se lahko konstruira s pomočjo operacije alternacije, ki jo uporabimo za poliedre s parnim številom stranic.
Razen vseh prizem z diedrsko simetrijo nam lahko postopek Wythoffove konstrukcije doda še dva pravilna razreda, ki pa postaneta izrojena kot poliedra. To sta dieder in hozoeder. Prvi ima samo dve stranski ploskvi, drugo pa samo dve oglišči. Prisekanje hozoedra nam da prizmo.
V spodnjem pregledu imajo uniformni poliedri oznake (indekse) od 1 do 18 za neprizmatične oblike, ker so predstavljeni v pregledih s simetrijsko obliko. Ponovljene oblike so v oklepajih.
Neskončna množica prizmatičnih oblik je označena s štirimi družinami:
1. hozoedri H2... samo kot sferno tlakovanje
2. diedri D2... samo kot sferno tlakovanje
3. prizme P2...
4. antiprizme A3...

## Skupna preglednica
| Johnsonovo ime               | Starševsko telo                                   | Prisekano                                          | Rektificirano                                      | Biprisekano                                        | Birektificirano                                   | Kantelirano                                         | Omniprisekano (kantiprisekano )                     | Prirezano                                           |
| Razširjen Schläflijev simbol | {\displaystyle {\begin{Bmatrix}p,q\end{Bmatrix}}} | {\displaystyle t{\begin{Bmatrix}p,q\end{Bmatrix}}} | {\displaystyle {\begin{Bmatrix}p\\q\end{Bmatrix}}} | {\displaystyle t{\begin{Bmatrix}q,p\end{Bmatrix}}} | {\displaystyle {\begin{Bmatrix}q,p\end{Bmatrix}}} | {\displaystyle r{\begin{Bmatrix}p\\q\end{Bmatrix}}} | {\displaystyle t{\begin{Bmatrix}p\\q\end{Bmatrix}}} | {\displaystyle s{\begin{Bmatrix}p\\q\end{Bmatrix}}} |
| Razširjen Schläflijev simbol | t0{p,q}                                           | t0,1{p,q}                                          | t1{p,q}                                            | t1,2{p,q}                                          | t2{p,q}                                           | t0,2{p,q}                                           | t0,1,2{p,q}                                         | s{p,q}                                              |
| Wythoffov simbol p-q-2       | q \| p 2                                          | 2 q \| p                                           | 2 \| p q                                           | 2 p \| q                                           | p \| q 2                                          | p q \| 2                                            | p q 2 \|                                            | \| p q 2                                            |
| Coxeter-Dinkinov diagram     |                                                   |                                                    |                                                    |                                                    |                                                   |                                                     |                                                     |                                                     |
| Slika oglišča                | pq                                                | (q.2p.2p)                                          | (p.q.p.q)                                          | (p. 2q.2q)                                         | qp                                                | (p. 4.q.4)                                          | (4.2p.2q)                                           | (3.3.p. 3.q)                                        |
| ---------------------------- | ------------------------------------------------- | -------------------------------------------------- | -------------------------------------------------- | -------------------------------------------------- | ------------------------------------------------- | --------------------------------------------------- | --------------------------------------------------- | --------------------------------------------------- |
| tetraedrska 3-3-2            | {3,3}                                             | (3.6.6)                                            | (3.3.3.3)                                          | (3.6.6)                                            | {3,3}                                             | (3.4.3.4)                                           | (4.6.6)                                             | (3.3.3.3.3)                                         |
| oktaedrska 4-3-2             | {4,3}                                             | (3.8.8)                                            | (3.4.3.4)                                          | (4.6.6)                                            | {3,4}                                             | (3.4.4.4)                                           | (4.6.8)                                             | (3.3.3.3.4)                                         |
| ikozaedrska 5-3-2            | {5,3}                                             | (3.10.10)                                          | (3.5.3.5)                                          | (5.6.6)                                            | {3,5}                                             | (3.4.5.4)                                           | (4.6.10)                                            | (3.3.3.3.5)                                         |

in primeri diedrskih simetrij:
| (p 2 2)                      | Starševsko telo                                   | Prisekano                                          | Rektificirano                                      | Biprisekano                                        | Birektificirano                                   | Kantelirano                                         | Omniprisekano (kantiprisekano)                      | Prirezano                                           |
| Razširjen Schläflijev simbol | {\displaystyle {\begin{Bmatrix}p,2\end{Bmatrix}}} | {\displaystyle t{\begin{Bmatrix}p,2\end{Bmatrix}}} | {\displaystyle {\begin{Bmatrix}p\\2\end{Bmatrix}}} | {\displaystyle t{\begin{Bmatrix}2,p\end{Bmatrix}}} | {\displaystyle {\begin{Bmatrix}2,p\end{Bmatrix}}} | {\displaystyle r{\begin{Bmatrix}p\\2\end{Bmatrix}}} | {\displaystyle t{\begin{Bmatrix}p\\2\end{Bmatrix}}} | {\displaystyle s{\begin{Bmatrix}p\\2\end{Bmatrix}}} |
| Razširjen Schläflijev simbol | t0{p,2}                                           | t0,1{p,2}                                          | t1{p,2}                                            | t1,2{p,2}                                          | t2{p,2}                                           | t0,2{p,2}                                           | t0,1,2{p,2}                                         | s{p,2}                                              |
| Wythoffov simbol             | 2 \| p 2                                          | 2 2 \| p                                           | 2 \| p 2                                           | 2 p \| 2                                           | p \| 2 2                                          | p 2 \| 2                                            | p 2 2 \|                                            | \| p 2 2                                            |
| Coxeter-Dinkinov diagram     |                                                   |                                                    |                                                    |                                                    |                                                   |                                                     |                                                     |                                                     |
| Slika oglišča                | p2                                                | (2.2p.2p)                                          | (p. 2.p. 2)                                        | (p. 4.4)                                           | 2p                                                | (p. 4.2.4)                                          | (4.2p.4)                                            | (3.3.p. 3.2)                                        |
| ---------------------------- | ------------------------------------------------- | -------------------------------------------------- | -------------------------------------------------- | -------------------------------------------------- | ------------------------------------------------- | --------------------------------------------------- | --------------------------------------------------- | --------------------------------------------------- |
| diedrska (2 2 2)             | {2,2}                                             | 2.4.4                                              | 2.2.2.2                                            | 4.4.2                                              | {2,2}                                             | 2.4.2.4                                             | 4.4.4                                               | 3.3.3.2                                             |
| diedrska (3 2 2)             | {3,2}                                             | 2.6.6                                              | 2.3.2.3                                            | 4.4.3                                              | {2,3}                                             | 2.4.3.4                                             | 4.4.6                                               | 3.3.3.3                                             |
| diedrska (4 2 2)             | {4,2}                                             | 2.8.8                                              | 2.4.2.4                                            | 4.4.4                                              | {2,4}                                             | 2.4.4.4                                             | 4.4.8                                               | 3.3.3.4                                             |
| diedrska (5 2 2)             | {5,2}                                             | 2.10.10                                            | 2.5.2.5                                            | 4.4.5                                              | {2,5}                                             | 2.4.5.4                                             | 4.4.10                                              | 3.3.3.5                                             |
| diedrska (6 2 2)             | {6,2}                                             | 2.12.12                                            | 2.6.2.6                                            | 4.4.6                                              | {2,6}                                             | 2.4.6.4                                             | 4.4.12                                              | 3.3.3.6                                             |

### Operatorji za Wythoffovo konstrukcijo
|  | Zgledi za oblike od kocke do oktaedra |

| Operacija                                           | Razširjeni Schläflijevi simboli | Razširjeni Schläflijevi simboli                     | Coxeter- Dinkinov diagram | Opis |
| --------------------------------------------------- | ------------------------------- | --------------------------------------------------- | ------------------------- | --- |
| Starševsko telo                                     | t0{p,q}                         | {\displaystyle {\begin{Bmatrix}p,q\end{Bmatrix}}}   |                           | za poljubni pravilni polieder ali tlakovanje |
| Rektifikacija                                       | t1{p,q}                         | {\displaystyle {\begin{Bmatrix}p\\q\end{Bmatrix}}}  |                           | Robovi so popolnima prirezani v točke. Poliedri imajo kombinirane stranske ploskve svojega starševskega telesa in njegovega duala. |
| Birektifikacija tudi dual                           | t2{p,q}                         | {\displaystyle {\begin{Bmatrix}q,p\end{Bmatrix}}}   |                           | Birektificiranost (tudi za dual) je nadaljevanje prisekanja tako, da so prvotne stranske ploskve zmanjšane do točk. Nove stranske ploskve nastanejo pod vsakim starševskim ogliščem. Število robov ostane nespremenjeno in se zavrti za 90º. Dualno telo pravilnega poliedra {p, q} je tudi pravilni polieder {q, p}. |
| Prisekanost                                         | t0,1{p,q}                       | {\displaystyle t{\begin{Bmatrix}p,q\end{Bmatrix}}}  |                           | Vsako prvotno oglišče je odrezano, z nastankom nove stranske ploskve se izpopolni praznina. Prisekanje ima prostostno stopnjo, ki ima rešitev za kreiranje uniformnega prisekanega poliedra. Polieder ima svoje prvotne stranske ploskve podvojene ter vsebuje stranske ploskve duala. |
| Biprisekanost                                       | t1,2{p,q}                       | {\displaystyle t{\begin{Bmatrix}q,p\end{Bmatrix}}}  |                           | isto kot prisekani dual. |
| Kanteliranost (ali rombiranost) (tudi razširjenost) | t0,2{p,q}                       | {\displaystyle r{\begin{Bmatrix}p\\q\end{Bmatrix}}} |                           | Razen prisekanja oglišč je vsak prvotni rob nagnjen zaradi novega pravokotne stranske ploskve, ki se pojavi namesto njega. Uniformna kantelacija je približno na polovici med starševsko in dualno obliko. |
| Omniprisekanost (ali kantiprisekanost)              | t0,1,2{p,q}                     | {\displaystyle t{\begin{Bmatrix}p\\q\end{Bmatrix}}} |                           | Prisekanost in kantelacija sta uporabljeni skupaj, da bi ustvarili omniprisekano obliko, ki podvoji stranice stranskih ploskev starševskega telesa in podvoji stranice stranskih ploskev ter kvadratov, kjer so bili prvotni robovi. |
| Prirezanost                                         | s{p,q}                          | {\displaystyle s{\begin{Bmatrix}p\\q\end{Bmatrix}}} |                           | Prirezane oblike zavzamejo omniprisekanost in pri tem rektificirajo vsako drugo oglišče. (ta operacije je možna samo, če ima polieder parno število stranskih ploskev) Vse prvotne stranske ploskve končajo tako, da dobimo samo polovico stranic, kvadrati pa se izrodijo v robove. Ker ima omniprisekana oblika 3 stranske ploskve/oglišče nastanejo novi trikotniki. Pogosto je to izmenično facetiranje popačeno, tako, da se konča kot uniformni poliedri. Možnost kasnejših sprememb je odvisna od stopnje prostosti. |

### (3 3 2) Tdtetraedrska simetrija
Tetraedrska simetrija sfere generira 5 uniformnih poliedrov in  šesto obliko s pomočjo operacije  prirezovanja. 
Tetraedrsko simetrijo lahko prikažemo s pomočjo osnovnega trikotnika z enim ogliščem s tremi zcali, ki jih prikažemo  s simbolom (3 3 2). Lahko jih tudi prikažemo s Coxeterjevo grupo A2 or [3,3] in seveda s Coxeter-Dinkinovim diagramom: .
Obstaja 24 trikotnikov, ki jih vidimo na stranskih ploskvah tetrakisnega heksaedra  in izmenoma pobarvanih trikotnikih na sferi:
| #   | Ime                                                         | Graf A3 | Graf A2 | Slika | Tlakovanje | Oglišč slika | Coxeter-Dinkinov diagram in Schläflijevi simboli | Število stranskih ploskev po položaju | Število stranskih ploskev po položaju | Število stranskih ploskev po položaju | Število elementov | Število elementov | Število elementov |
| #   | Ime                                                         | Graf A3 | Graf A2 | Slika | Tlakovanje | Oglišč slika | Coxeter-Dinkinov diagram in Schläflijevi simboli | položaj 2 [3] (4)                     | položaj 1 [2] (6)                     | položaj 0 [3] (4)                     | Stranske ploskve  | Robovi            | Oglišča           |
| --- | ----------------------------------------------------------- | ------- | ------- | ----- | ---------- | ------------ | ------------------------------------------------ | ------------------------------------- | ------------------------------------- | ------------------------------------- | ----------------- | ----------------- | ----------------- |
| 1   | tetraeder (tet)                                             |         |         |       |            |              | {3,3}                                            | {3}                                   |                                       |                                       | 4                 | 6                 | 4                 |
| [1] | birektificiran tetraeder (tet) (isto kot tetraeder)         |         |         |       |            |              | t2{3,3}                                          |                                       |                                       | {3}                                   | 4                 | 6                 | 4                 |
| 2   | rektificiran tetraeder (oct) (isto kot oktaeder)            |         |         |       |            |              | t1{3,3}                                          | {3}                                   |                                       | {3}                                   | 8                 | 12                | 6                 |
| 3   | prisekani tetraeder (tut)                                   |         |         |       |            |              | t0,1{3,3}                                        | {6}                                   |                                       | {3}                                   | 8                 | 18                | 12                |
| [3] | biprisekani tetraeder (tut) (isto kot prisekani tetraeder)  |         |         |       |            |              | t1,2{3,3}                                        | {3}                                   |                                       | {6}                                   | 8                 | 18                | 12                |
| 4   | kanteliran tetraeder (co) (isto kot kubooktaeder)           |         |         |       |            |              | t0,2{3,3}                                        | {3}                                   | {4}                                   | {3}                                   | 14                | 24                | 12                |
| 5   | omniprisekani tetraeder (toe) (isto kot prisekani oktaeder) |         |         |       |            |              | t0,1,2{3,3}                                      | {6}                                   | {4}                                   | {6}                                   | 14                | 36                | 24                |
| 6   | prirezana kocka (ike) (isto kot ikozaeder)                  |         |         |       |            |              | s{3,3}                                           | {3}                                   | 2 {3}                                 | {3}                                   | 20                | 30                | 12                |

### (4 3 2) Ohoktaedrska simetrija
Oktaedrska simetrija sfere generira 7 uniformnih poliedrov in še tri z alternacijo. Štirje od teh oblik so ponovitve tetraedrske simetrije iz preglednice zgoraj.
Oktaedrsko simetrijo se lahko prikaže s pomočjo osnovnega trikotnika (4 3 2) tako, da se upošteva zrcala na vsakem oglišču. Lahko se jih prikaže tudi kot Coxeterjevo grupo B2 ali [4,3] in kot Coxeter-Dinkinov diagram: .
Obstaja 48 trokotnikv, ki se jih vidi na stranskih ploskvah disdiakisnega dodekaedra in izmenoma pobarvanih trikotnikov na sferi:
| #   | Ime                                                                       | Graf B3 | Graf B2 | Slika | Tlakovanje | Slika oglišč | Coxeter-Dinkinov diagram in Schläflijevi simboli | Število stranskih ploskev po položaju | Število stranskih ploskev po položaju | Število stranskih ploskev po položaju | Število elementov | Število elementov | Število elementov |
| #   | Ime                                                                       | Graf B3 | Graf B2 | Slika | Tlakovanje | Slika oglišč | Coxeter-Dinkinov diagram in Schläflijevi simboli | položaj 2 [4] (8)                     | položaj 1 [2] (12)                    | položaj 0 [3] (6)                     | Stranske ploskve  | Robovi            | Oglišča           |
| --- | ------------------------------------------------------------------------- | ------- | ------- | ----- | ---------- | ------------ | ------------------------------------------------ | ------------------------------------- | ------------------------------------- | ------------------------------------- | ----------------- | ----------------- | ----------------- |
| 7   | kocka (kocka)                                                             |         |         |       |            |              | {4,3}                                            | {4}                                   |                                       |                                       | 6                 | 12                | 8                 |
| [2] | oktaeder (oct)                                                            |         |         |       |            |              | {3,4}                                            |                                       |                                       | {3}                                   | 8                 | 12                | 6                 |
| [4] | rektificirana kocka (co) rektificiran oktaeder (kubooktaeder)             |         |         |       |            |              | {4,3}                                            | {4}                                   |                                       | {3}                                   | 14                | 24                | 12                |
| 8   | prisekana kocka (tic)                                                     |         |         |       |            |              | t0,1{4,3}                                        | {8}                                   |                                       | {3}                                   | 14                | 36                | 24                |
| [5] | prisekani oktaeder (toe)                                                  |         |         |       |            |              | t0,1{3,4}                                        | {4}                                   |                                       | {6}                                   | 14                | 36                | 24                |
| 9   | kantelirana kocka (sirco) kanteliran oktaeder rombikubooktaeder           |         |         |       |            |              | t0,2{4,3}                                        | {8}                                   | {4}                                   | {6}                                   | 26                | 48                | 24                |
| 10  | omniprisekana kocka (girco) omniprisekani oktaeder prisekani kubooktaeder |         |         |       |            |              | t0,1,2{4,3}                                      | {8}                                   | {4}                                   | {6}                                   | 26                | 72                | 48                |
| [6] | alternirani prisekani oktaeder (ike) (isto kot ikozaeder)                 |         |         |       |            |              | h0,1{3,4}                                        |                                       | {3}                                   | {3}                                   | 20                | 30                | 12                |
| [1] | alternirana kocka (tet) (isto kot tetraeder)                              |         |         |       |            |              | h{4,3}                                           |                                       |                                       | 1/2 {3}                               | 4                 | 6                 | 4                 |
| 11  | prirezana kocka (snic)                                                    |         |         |       |            |              | s{4,3}                                           | {4}                                   | 2 {3}                                 | {3}                                   | 38                | 60                | 24                |

### (5 3 2) Ihikozaedrska simetrija
Ikozaedrska simetrija sfere generira 7 uniformnih poliedrov in še enega več z alternacijo. Samo eden se ponavlja v preglednici s tetraedrsko in oktaedrsko simetrijo v preglednici zgoraj.
Ikozaedrsko simetrijo lahko prikažemo z osnovnim trikotnikom (5 3 2), pri tem pa štejemo zrcala  na vsakem oglišču. Lahko ga prikažemo tudi s pomočjo Coxeterjeve grupe G2 ali [5,3] s pomočjo Coxeter-Dinkinovega diagrama: .
Obstaja 120 trikotnikov, ki jih vidimo na stranskih ploskvah disdiakisni triakontaeder in na izmenoma pobarvanih trikotnikih na sferi:
| #   | Ime                                                                               | Graf (A2) [6] | Graf (H3) [10] | Slika | tlakovanje | slika oglišč | Coxeter-Dinkinov diagram in Schläflijevi simboli | Število stranskih ploskev po položaju | Število stranskih ploskev po položaju | Število stranskih ploskev po položaju | Število elementov | Število elementov | Število elementov |
| #   | Ime                                                                               | Graf (A2) [6] | Graf (H3) [10] | Slika | tlakovanje | slika oglišč | Coxeter-Dinkinov diagram in Schläflijevi simboli | položaj 2 [5] (12)                    | položaj 1 [2] (30)                    | položaj 0 [3] (20)                    | Stranske ploskve  | Robovi            | Oglišča           |
| --- | --------------------------------------------------------------------------------- | ------------- | -------------- | ----- | ---------- | ------------ | ------------------------------------------------ | ------------------------------------- | ------------------------------------- | ------------------------------------- | ----------------- | ----------------- | ----------------- |
| 12  | dodekaeder (doe)                                                                  |               |                |       |            |              | {5,3}                                            | {5}                                   |                                       |                                       | 12                | 30                | 20                |
| [6] | ikozaeder (ike)                                                                   |               |                |       |            |              | {3,5}                                            |                                       |                                       | {3}                                   | 20                | 30                | 12                |
| 13  | rektificirani dodekaeder (id) rektificirani ikozaeder ikozidodekaeder             |               |                |       |            |              | t1{5,3}                                          | {5}                                   |                                       | {3}                                   | 32                | 60                | 30                |
| 14  | prisekani dodekaeder (tid)                                                        |               |                |       |            |              | t0,1{5,3}                                        | {10}                                  |                                       | {3}                                   | 32                | 90                | 60                |
| 15  | prisekani ikozaeder (ti)                                                          |               |                |       |            |              | t0,1{3,5}                                        | {5}                                   |                                       | {6}                                   | 32                | 90                | 60                |
| 16  | kantelirani dodekaeder (srid) kanteliran ikozaeder rombiikozidodekaeder           |               |                |       |            |              | t0,2{5,3}                                        | {5}                                   | {4}                                   | {3}                                   | 62                | 120               | 60                |
| 17  | Omniprisekani dodekaeder (grid) Omniprisekani ikozaeder prisekani ikozidodekaeder |               |                |       |            |              | t0,1,2{5,3}                                      | {10}                                  | {4}                                   | {6}                                   | 62                | 180               | 120               |
| 18  | prirezani dodekaeder (snid) prirezani ikozaeder                                   |               |                |       |            |              | s{5,3}                                           | {5}                                   | 2 {3}                                 | {3}                                   | 92                | 150               | 60                |

### (p 2 2) Prizmatična družina [p,2], I2(p)  (Dphdiedrska simetrija)
Diedrska simetrija sfere generira dve neskončni množici uniformnih poliedrov, prizem in antiprizem, prav tako pa tudi neskončno množico izrojenih mnogokotnikov, hozoedrov in diedrov, ki obstajajo kot tlakovanja sfere. Diedrska simetrija se lahko prikaže kot onovni trikotnik (p 2 2) s  tem, da  upoštevamo zrcala na vsakem oglišču. Lahko se prikaže tudi kot Coxeterjeva grupa I2(p) or [n,2], in tudi kot prizmatični Coxeter-Dinkinov diagram: .
Spodaj je prvih pet diedrskih simetrij: D2 ... D6. Diedrska simetrija Dp ima red 4n, ki se kaže na stranskih ploskvah bipiramide in na sferi kot ekvatorska črta na longitudi in n enakomerno razmaknjenih črt longitude.

#### (2 2 2) diedrska simetrija
Obstaja 8 osnovnih trikotnikov, ki se vidijo na stranskih ploskvah kvadratne bipiramide (oktaeder), ki ima imenoma obarvane trikotnike na sferi:
| #      | Ime                                                     | Slika | Tlakovanje | Slika oglišč | Coxeter-Dinkinov diagram in Schläflijevi simboli | Število stranskih ploskev po položaju | Število stranskih ploskev po položaju | Število stranskih ploskev po položaju | Število elementov | Število elementov | Število elementov |
| #      | Ime                                                     | Slika | Tlakovanje | Slika oglišč | Coxeter-Dinkinov diagram in Schläflijevi simboli | položaj 2 [2] (2)                     | položaj 1 [2] (2)                     | položaj 0 [2] (2)                     | Stranske ploskve  | Robovi            | Oglišča           |
| ------ | ------------------------------------------------------- | ----- | ---------- | ------------ | ------------------------------------------------ | ------------------------------------- | ------------------------------------- | ------------------------------------- | ----------------- | ----------------- | ----------------- |
| D2 H2  | digonalni dieder digonalni hozoeder                     |       |            |              | {2,2}                                            | {2}                                   |                                       |                                       | 2                 | 2                 | 2                 |
| D4     | prisekani digonalni dieder (isto kot kvadratni dieder)  |       |            |              | t{2,2}={4,2}                                     | {4}                                   |                                       |                                       | 2                 | 4                 | 4                 |
| P4 [7] | omniprisekani digonalni dieder (kocka) (isto kot kocka) |       |            |              | t0,1,2{2,2}                                      | {4}                                   | {4}                                   | {4}                                   | 6                 | 12                | 8                 |
| A2 [1] | prirezani digonalni dieder (tet) (isto kot tetraeder)   |       |            |              | s{2,2}                                           |                                       | 2 {3}                                 |                                       | 4                 | 6                 | 4                 |

#### (3 2 2) D3hdiedrska simetrija
Obstaja 12 osnovnih trikotnikov, ki se vidijo na stranskih ploskvah šeststrane bipiramide  ter izmenoma pobarvanih trikotnikih na sferi:
| #      | Ime                                                                                   | Slika | Tlakovanje | Slika oglišč | Coxeter-Dinkinov diagram in Schläflijevi simboli | Število stranskih ploskev po položaju | Število stranskih ploskev po položaju | Število stranskih ploskev po položaju | Število elementov | Število elementov | Število elementov |
| #      | Ime                                                                                   | Slika | Tlakovanje | Slika oglišč | Coxeter-Dinkinov diagram in Schläflijevi simboli | položaj 2 [3] (2)                     | položaj 1 [2] (3)                     | položaj 0 [2] (3)                     | Stranske ploskve  | Robovi            | Oglišča           |
| ------ | ------------------------------------------------------------------------------------- | ----- | ---------- | ------------ | ------------------------------------------------ | ------------------------------------- | ------------------------------------- | ------------------------------------- | ----------------- | ----------------- | ----------------- |
| D3     | trigonalni dieder                                                                     |       |            |              | {3,2}                                            | {3}                                   |                                       |                                       | 2                 | 3                 | 3                 |
| H3     | trigonalni hozoeder                                                                   |       |            |              | {2,3}                                            |                                       |                                       | {2}                                   | 3                 | 3                 | 2                 |
| D6     | prisekani trigonalni dieder (isto kot heksagonalni dieder)                            |       |            |              | t{3,2}                                           | {6}                                   |                                       |                                       | 2                 | 6                 | 6                 |
| P3     | prisekani trigonalni hozoeder (trip) (tristrana prizma)                               |       |            |              | t{2,3}                                           | {3}                                   | {4}                                   |                                       | 5                 | 9                 | 6                 |
| P6     | omniprisekani trigonalni dieder (hip) (šeststrana prizma)                             |       |            |              | t{2,3}                                           | {6}                                   | {4}                                   | {4}                                   | 8                 | 18                | 12                |
| A3 [2] | prirezani trigonalni dieder (oct) (isto kot tristrana antiprizma) (isto kot oktaeder) |       |            |              | s{2,3}                                           | {3}                                   | 2 {3}                                 |                                       | 8                 | 12                | 6                 |

#### (4 2 2) D4hdiedrska simetrija
Obstaja 16 osnovnih trikotnikov, ki se vidijo na stranskih ploskvah osemstrane bipiramide ter izmenoma pobarvani trikotniki na sferi:
| #      | Ime                                                       | Slika | Tlakovanje | Slika oglišč | Coxeter-Dinkinov diagram in Schläflijevi simboli | Število stranskih ploskev po položajih | Število stranskih ploskev po položajih | Število stranskih ploskev po položajih | Število elementov | Število elementov | Število elementov |
| #      | Ime                                                       | Slika | Tlakovanje | Slika oglišč | Coxeter-Dinkinov diagram in Schläflijevi simboli | položaj 2 [4] (2)                      | položaj 1 [2] (4)                      | položaj 0 [2] (4)                      | Stranske ploskve  | Robovi            | Oglišča           |
| ------ | --------------------------------------------------------- | ----- | ---------- | ------------ | ------------------------------------------------ | -------------------------------------- | -------------------------------------- | -------------------------------------- | ----------------- | ----------------- | ----------------- |
| D4     | kvadratni dieder                                          |       |            |              | {4,2}                                            | {4}                                    |                                        |                                        | 2                 | 4                 | 4                 |
| H4     | kvadratni hozoeder                                        |       |            |              | {2,4}                                            |                                        |                                        | {2}                                    | 4                 | 4                 | 2                 |
| D8     | prisekani kvadratni dieder (isto kot oktagonalni dieder)  |       |            |              | t{4,2}                                           | {8}                                    |                                        |                                        | 2                 | 8                 | 8                 |
| P4 [7] | prisekani kvadratni hozoeder (kocka) (kocka)              |       |            |              | t{2,4}                                           | {4}                                    | {4}                                    |                                        | 6                 | 12                | 8                 |
| D8     | Omniprisekani kvadratni dieder (op) (osemstrana prizma)   |       |            |              | t{2,4}                                           | {8}                                    | {4}                                    | {4}                                    | 10                | 24                | 16                |
| A4     | prirezani kvadratni dieder (squap) (kvadratna antiprizma) |       |            |              | t{2,4}                                           | {4}                                    | 2 {3}                                  |                                        | 10                | 16                | 8                 |

#### (5 2 2) D5hdiedrska simetrija
Obstaja 20 osnovnih trikotnikov, ki so vidni na stranskih ploskvah desetstrane bipiramide  ter izmenoma obarvani trikotniki na sferi:
| #   | Ime                                                            | Slika | Tlakovanje | Slika oglišč | Coxeter-Dinkinov diagram in Schläflijevi simboli | Število stranskih plokev po položaju | Število stranskih plokev po položaju | Število stranskih plokev po položaju | Število elementov | Število elementov | Število elementov |
| #   | Ime                                                            | Slika | Tlakovanje | Slika oglišč | Coxeter-Dinkinov diagram in Schläflijevi simboli | položaj 2 [5] (2)                    | položaj 1 [2] (5)                    | položaj 0 [2] (5)                    | Stranske ploskve  | Robovo            | Oglišča           |
| --- | -------------------------------------------------------------- | ----- | ---------- | ------------ | ------------------------------------------------ | ------------------------------------ | ------------------------------------ | ------------------------------------ | ----------------- | ----------------- | ----------------- |
| D5  | petstrani dieder                                               |       |            |              | {5,2}                                            | {5}                                  |                                      |                                      | 2                 | 5                 | 5                 |
| H5  | petstrani hozoeder                                             |       |            |              | {2,5}                                            |                                      |                                      | {2}                                  | 5                 | 5                 | 2                 |
| D10 | prisekani petstrani dieder (isto kot dvanajststrani dieder)    |       |            |              | t{5,2}                                           | {10}                                 |                                      |                                      | 2                 | 10                | 10                |
| P5  | prisekani petstrani hozoeder (pip) (isto kot petstrana prizma) |       |            |              | t{2,5}                                           | {5}                                  | {4}                                  |                                      | 7                 | 15                | 10                |
| P10 | Omniprisekani petstrani dieder (dip) (dekagonalna prizma)      |       |            |              | t{2,5}                                           | {10}                                 | {4}                                  | {4}                                  | 12                | 30                | 20                |
| A5  | prirezani petkotni dieder (pap) (petstrana antiprizma)         |       |            |              | t{2,5}                                           | {5}                                  | 2 {3}                                |                                      | 12                | 20                | 10                |

#### (6 2 2) D6hdiedrska simetrija
Obstaja 24 osnovnih trikotnikov , ki se vidijo na stranskih ploskvah dvanajststrane bipiramide  in na izmenoma pobarvanimi trikotniki na sferi.
| #   | Ime                                                            | Slika | Tlakovanje | Slika oglišč | Coxeter-Dinkinov diagram in Schläflijevi simboli | Število stranskih ploskev po položaju | Število stranskih ploskev po položaju | Število stranskih ploskev po položaju | Število elementov | Število elementov | Število elementov |
| #   | Ime                                                            | Slika | Tlakovanje | Slika oglišč | Coxeter-Dinkinov diagram in Schläflijevi simboli | položaj 2 [6] (2)                     | položaj 1 [2] (6)                     | položaj 0 [2] (6)                     | Stranske ploskve  | Robovi            | Oglišča           |
| --- | -------------------------------------------------------------- | ----- | ---------- | ------------ | ------------------------------------------------ | ------------------------------------- | ------------------------------------- | ------------------------------------- | ----------------- | ----------------- | ----------------- |
| D6  | šeststrani dieder                                              |       |            |              | {6,2}                                            | {6}                                   |                                       |                                       | 2                 | 6                 | 6                 |
| H6  | šeststrani hozoeder                                            |       |            |              | {2,6}                                            |                                       |                                       | {2}                                   | 6                 | 6                 | 2                 |
| D12 | prisekani šeststrani dieder (isto kot dodekagonalni dieder)    |       |            |              | t{6,2}                                           | {12}                                  |                                       |                                       | 2                 | 12                | 12                |
| H6  | prisekani šestrani hozoeder (hip) (isto kot šeststrana prizma) |       |            |              | t{2,6}                                           | {6}                                   | {4}                                   |                                       | 8                 | 18                | 12                |
| P12 | Omnipriseksn šeststrani dieder (twip) (dvanajststrana prizma)  |       |            |              | t{2,6}                                           | {12}                                  | {4}                                   | {4}                                   | 14                | 36                | 24                |
| A6  | prirezani šeststrani dieder (hap) (šeststrana antiprizma)      |       |            |              | t{2,6}                                           | {6}                                   | 2 {3}                                 |                                       | 14                | 24                | 12                |